# Aurora (ruimtevaart)
Aurora is een programma van het Europees Ruimteagentschap (ESA) met als doel bemande ruimtevaart naar de planeet Mars. Het Aurora-programma is niet langer actief.

## Deelprojecten van Aurora
| Datum     | Lanceerplaats               | Project                                  | Doel |
| --------- | --------------------------- | ---------------------------------------- | --- |
| 2007      |                             | Entry Vehicle Demonstrator               | Testen van terugkeer in de Aardatmosfeer met hoge snelheid                                                 |
| 2009      | Centre Spatial Guyanais (?) | ExoMars                                  | Voertuig naar Mars sturen                                                                                  |
| 2011-2014 | Centre Spatial Guyanais (?) | Mars Sample Return                       | Grind en rotsen ophalen van Mars en terugbrengen naar de Aarde                                             |
| 2014      |                             | Human Mission Technology Demonstrator(s) | Testen van technologieën voor bemande missies                                                              |
| 2018      |                             | Technological Pre-cursor Mission         | Testen van nieuwe technologieën zoals aerobraking, aerocapture, elektrische voortstuwing en zachte landing |
| 2024      |                             | Bemande Maanmissie                       | |
| 2026      |                             | Automatic Mars Mission                   | Onbemande missie naar Mars als opmaat naar een bemande                                                     |
| 2030      |                             | Cargo element of First Human Mission     | Vrachtelement voor de bemande Marsmissie                                                                   |
| 2033      |                             | Eerste bemande Marsmissie                | |